# Jaime Concha Lois
Jaime Alejandro Concha Lois (Talca, 14 de octubre de 1925-Viña del Mar, 25 de agosto de 1998) fue un abogado y político chileno, miembro del Partido Socialista (PS). Se desempeñó como intendente de la provincia de Santiago entre 1971 y 1972, con ocasión del gobierno del presidente Salvador Allende.

## Familia y estudios
Nació en la comuna chilena de Talca el 14 de octubre de 1925, hijo de Clodomiro Concha y Graciela Lois. Realizó sus estudios primarios y secundarios en el Instituto Nacional. Continuó los superiores en la Facultad de Derecho de la Universidad de Chile. Juró como abogado ante la Corte Suprema en 1953.
Se casó con Carmen Rondi Costa.

## Carrera pública
Inició su actividad laboral en 1946, desempeñándose como funcionario de la Caja de Accidentes del Trabajo; siendo abogado de la misma desde 1953 hasta 1960. En 1960, fue abogado jefe del municipio de la comuna de San Miguel y en 1965 de la comuna de Puente Alto.
Militó en el Partido Socialista (PS), formando parte del Comité Central y fungiendo como presidente del Comité de Disciplina de esa colectividad. El 11 de junio de 1971, fue nombrado por el presidente Salvador Allende como intendente de la provincia de Santiago, función a la que renunció el 23 de marzo de 1972.
Por otra parte, fue masón y miembro de la 5ª Compañía de Bomberos de Santiago.
Falleció el 25 de agosto de 1998 en Viña del Mar a los 72 años y fue sepultado el día siguiente en el Cementerio General de Santiago.